# Trésor d'Aliseda
Le Trésor d'Aliseda est un trésor d'orfèvrerie découvert en 1920 dans une sépulture à Aliseda, province de Cáceres, communauté autonome d'Estrémadure, en Espagne et désormais conservé au musée archéologique national de Madrid.
62 pièces d'orfèvrerie ont été découvertes, de style phénicien, parmi lesquelles un ceinturon en or, un diadème, des boucles d'oreille, des bracelets, des torques, des sceaux et une coupe. La tombe a livré également des amphores phéniciennes, des éléments en argent et une jarre de verre.

Trésor d'Aliseda
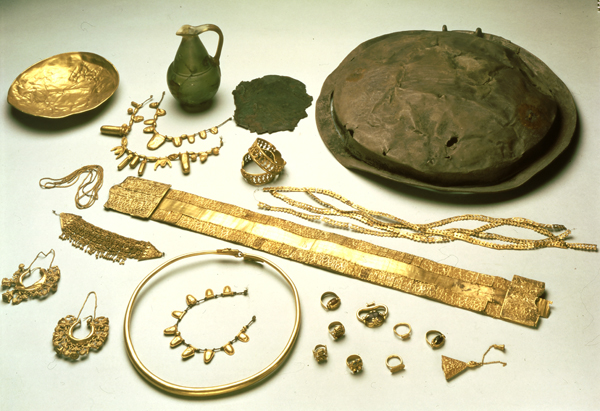
Trésor d'Aliseda
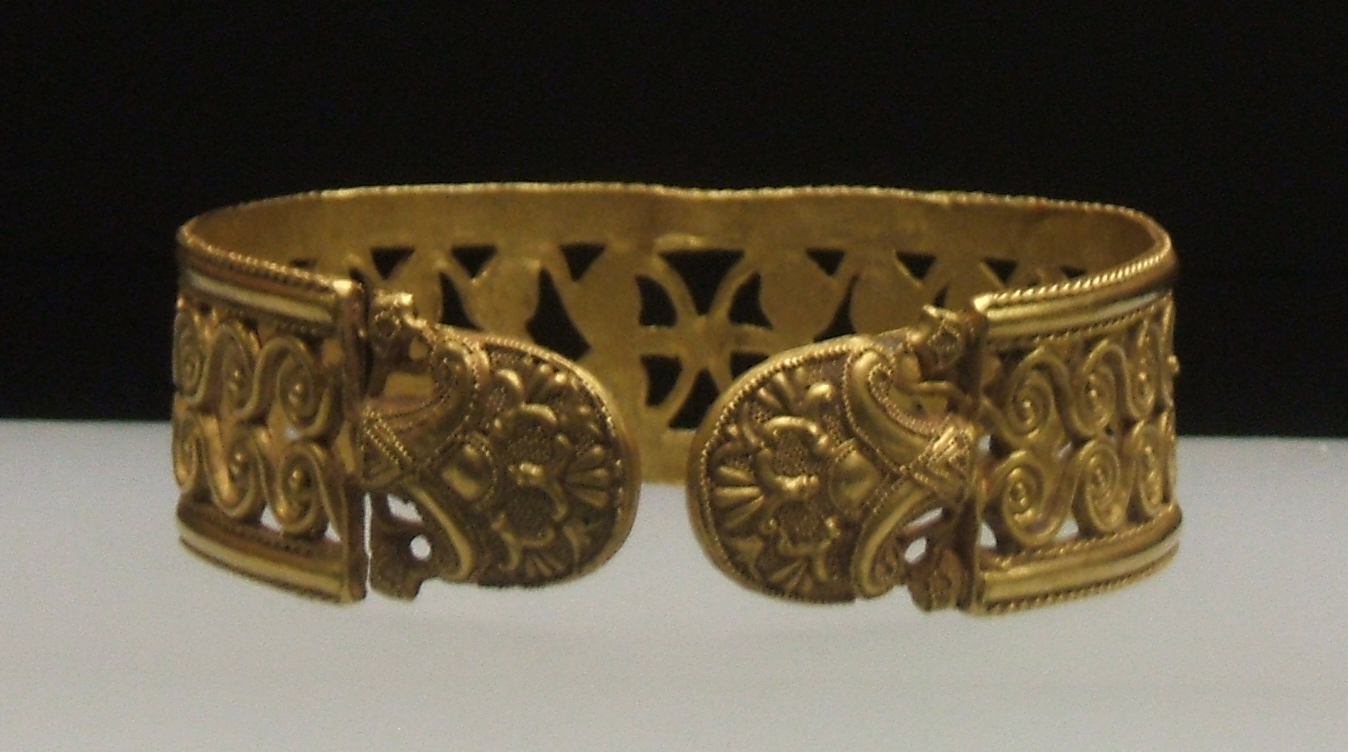
Bracelet
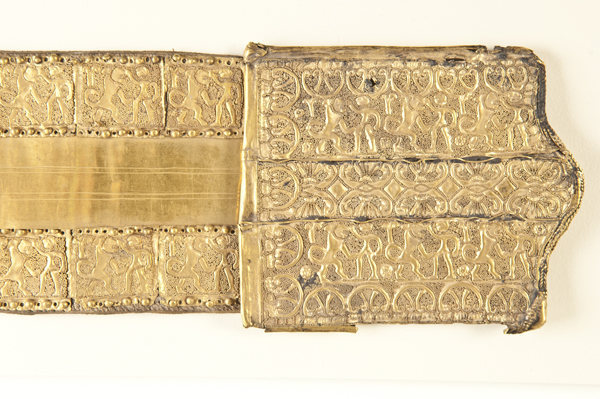
Boucle de ceinture, décor à motifs guerrier
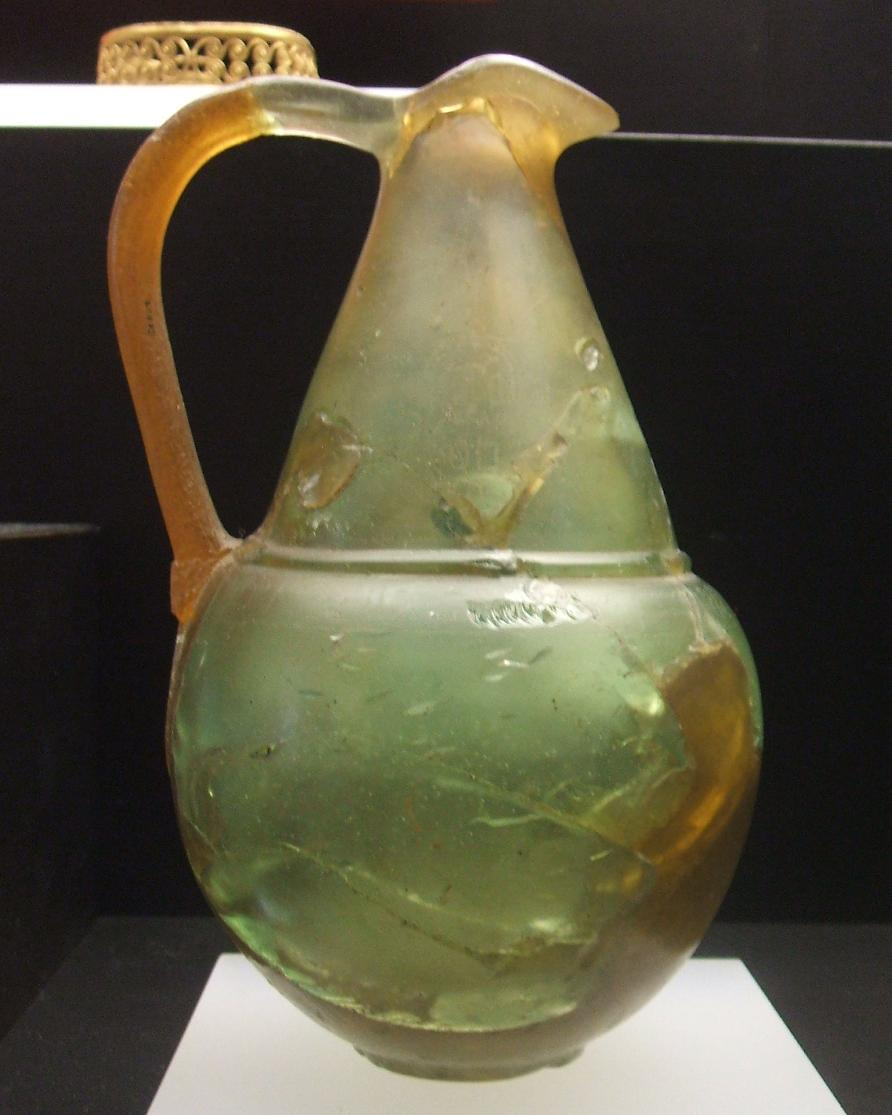
Jarre égyptienne en verre
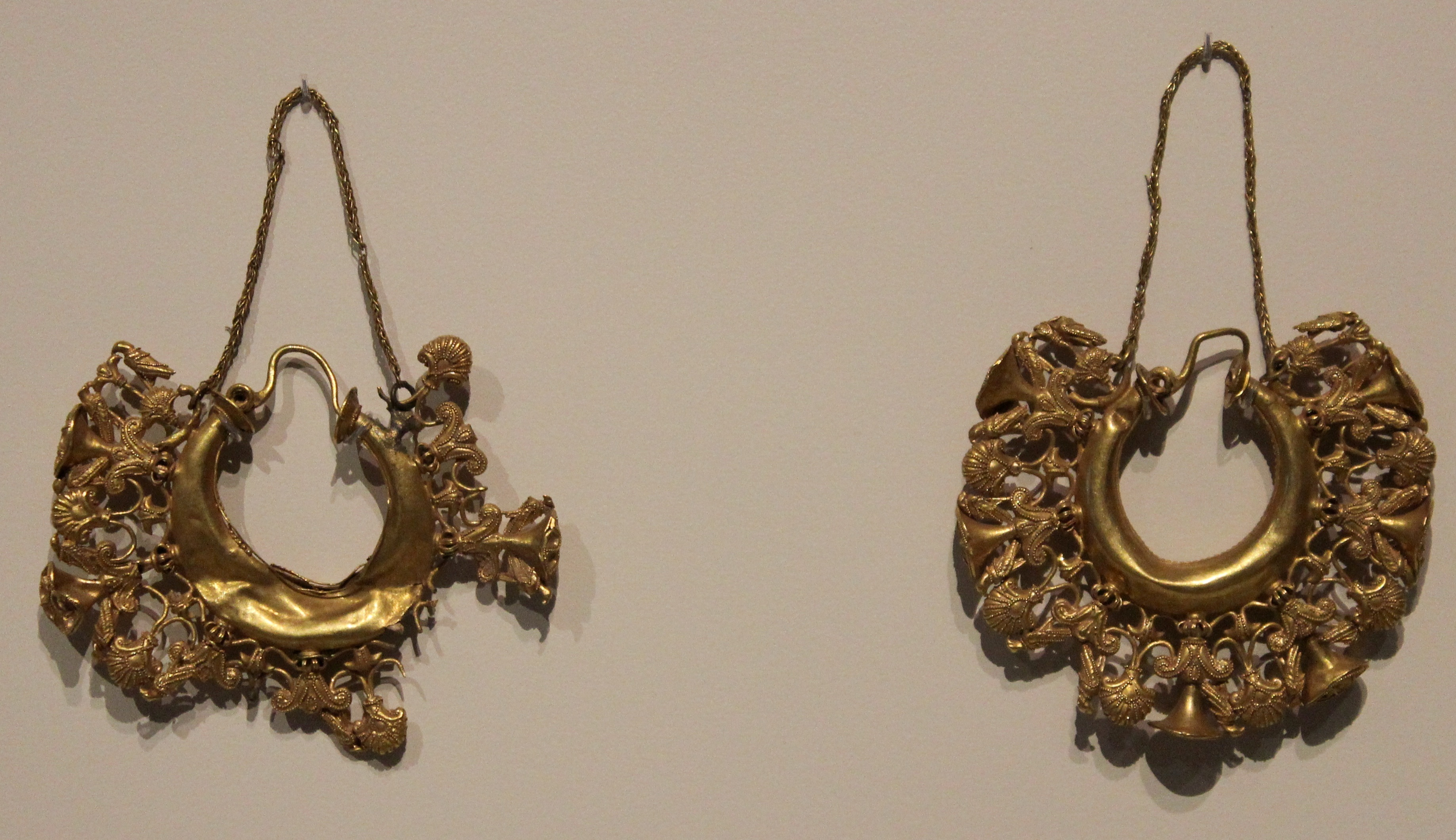
Boucles d'oreilles
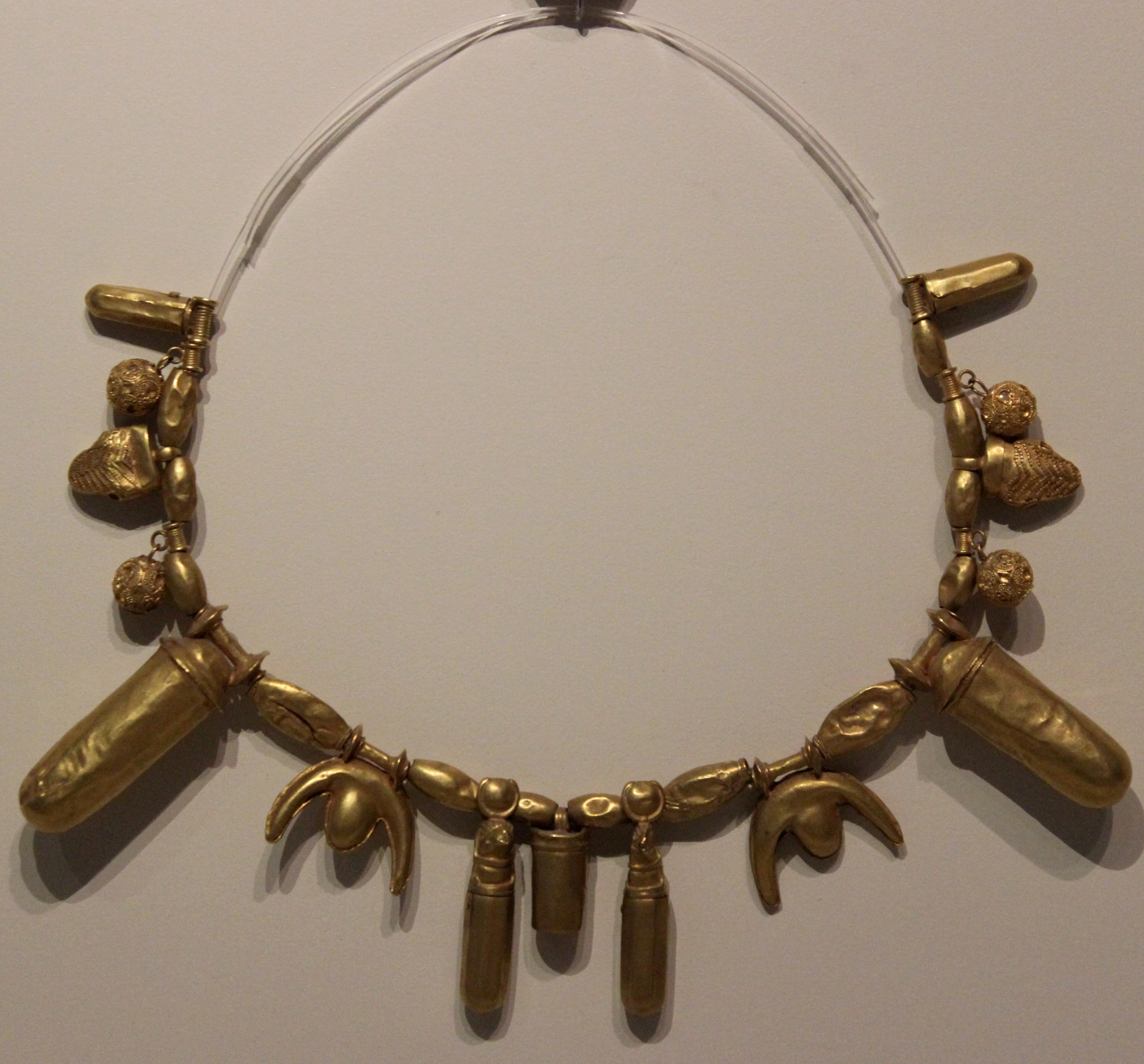
Collier